# Pistolet Browning BDA
Browning Double Action (BDA, BDA9, FN HP-DA) – belgijski pistolet samopowtarzalny. Wersja pistoletu Browning HP wyposażona w mechanizm spustowy podwójnego działania. W drugiej połowie lat 70. w USA jako Browning BDA był sprzedawany pistolet SIG-Sauer P220.

## Historia
W pierwszej połowie lat 80. XX wieku duża popularność na cywilnym rynku uzbrojenia zdobyły pistolety nazywane cudownymi dziewiątkami. Były to pistolety samopowtarzalne kalibru 9 mm Parabellum wyposażone w mechanizmy spustowe z samonapinaniem, zasilane z magazynków o pojemności powyżej 10 naboi.
Produkowany od 1935 roku przez zakłady FN pistolet BHP posiadał wszystkie cechy cudownej dziewiątki poza mechanizmem spustowym z samopnapinaniem. Dlatego kierownictwo tej firmy postanowiło opracować odpowiednią modyfikację Browninga HP zamiast opracowywać nową konstrukcję.
Nowa cudowna dziewiątka FN pojawiła się na rynku w 1983 roku. Pistolet poza nowym mechanizmem SA/DA posiadał szereg innych modyfikacji. Pistolet posiadał obustronną dźwignię zwalniacza kurka (pełniącą także funkcję dźwigni bezpiecznika), skrócony ogon kurka, zmieniony kształt kabłąka spustu, powiększono też pojemność magazynka do 14 naboi.
Nowy pistolet był sprzedawany jako Browning BDA (w USA) i FN HP-DA (w Europie), w trzech wersjach: Standard, Medium (ze skróconą lufą) i Compact (ze skróconą lufą i chwytem). Pomimo dużych nadziei jakie wiązała z nowym pistoletem firma FN, BDA sprzedawał się słabo. W latach 90. rozpoczęto produkcje pistoletu Browning BDAO wyposażonego w mechanizm spustowy wyłącznie podwójnego działania (DAO).

## Opis
Browning DA był bronią samopowtarzalną. Zasada działania oparta na krótkim odrzucie lufy, zamek ryglowany przez przekoszenie lufy. Połączenie lufy z zamkiem w położeniu zaryglowanym zapewniają dwa występy ryglowe wchodzące w wyżłobienia w zamku. Odryglowanie zapewniał występ odryglowujący lufy współpracujący z odpowiednio ukształtowanym wkładem umieszczonym w szkielecie. Sprężyna powrotna umieszczona pod lufą.
Mechanizm spustowy z samonapinaniem, z kurkowym mechanizmem uderzeniowym. Skrzydełko bezpiecznika znajdowało się na szkielecie po obu stronach pistoletu.
BDA był zasilany z wymiennego, dwurzędowego magazynka pudełkowego o pojemności 14 naboi, umieszczonego w chwycie. Zatrzask magazynka po lewej stronie chwytu pistoletowego.
Lufa gwintowana.
Przyrządy celownicze stałe (muszka i szczerbinka).